# 모리셔스무덤박쥐
모리셔스무덤박쥐(Taphozous mauritianus)는 대꼬리박쥐과에 속하는 박쥐의 일종이다. 중앙아프리카와 남아프리카 그리고 마다가스카르에서 발견된다. 1818년 에티엔 조프루아 생틸레르가 발견했으며, 전체가 흰색을 띠는 복부와 흰색이 섞인 회색의 등쪽 색채 그리고 원뿔형 얼굴로 특징을 묘사했다.
예외적으로 시력이 좋고, 구대륙 박쥐에게 흔히 발견되는 이 특징때문에 둥지 위치를 쉽게 발견할 수 있다. 반건조 관목 지대부터 준열대 사바나 지역을 포함하여 광범위한 서식지에 적응했으며, 주위 섬을 포함한 사하라 이남 아프리카의 대부분 지역에 걸쳐 발견된다. 온도가 낮고 건조한 지역에서 피난처를 찾기도 한다. 모리셔스무덤박쥐는 사람에게 질병을 옮기는 곤충을 포함한 해충을 통제하는 데 도움을 준다. 야행성 동물로 밤에 사냥을 하며 먹이는 보통 나방과 나비 그리고 흰개미로 이루어져 있다. 큰 무리를 잘 짓지 않는 모리셔스무덤박쥐는 대부분 약 5마리 정도로 흩어져서 무리를 지어 건물 또는 나무 줄기에 매달려 생활한다. 평균적으로 일년에 한번 또는 두번 번식을 하며, 보통 한 마리를 낳고 가끔 쌍동이가 관찰되기도 한다.